# Centroclisis rufescens
Centroclisis rufescens är en insektsart som först beskrevs av Gerstaecker 1885.  Centroclisis rufescens ingår i släktet Centroclisis och familjen myrlejonsländor. Inga underarter finns listade i Catalogue of Life.